# Produzentenhaftung
Produzentenhaftung im weiteren Sinne ist ein Teilbereich des Schuldrechts aus unerlaubter Handlung gemäß § 823 ff. BGB, sowie der durch Rechtsfortbildung entwickelten Institute der positiven Vertragsverletzung (pVV) und der culpa in contrahendo („cic“, Verschulden vor Vertragsabschluss), die mittlerweile auch im BGB kodifiziert sind (§ 241 Abs. 2 BGB mit § 280 Abs. 1 BGB). Die Haftung besteht zunächst gegenüber jedem Abnehmer auf Grundlage der vertraglichen und deliktischen Haftung, wenn ein Verschulden des Herstellers belegt werden kann.
Die Produzentenhaftung ist von der verschuldensunabhängigen Gefährdungshaftung, der sogenannten „Produkthaftung“ des Produkthaftungsgesetzes zu unterscheiden.

## Konventionelle Verschuldenshaftung
Die Haftung auf Schadensersatz auf gesetzlicher wie vertraglicher Grundlage setzt nach deutscher Rechtstradition ein Verschulden des Herstellers oder Vertreibers von Produkten voraus. Das Verschulden kann sich aus Verstößen gegen die Organisation der Produktionsabläufe ergeben, wenn es dadurch zu Konstruktionsfehlern, Fabrikationsfehlern, Instruktionsfehlern und Produktbeobachtungsfehlern des Herstellers gekommen ist. Dieses kann sich auch i. S. d. § 831 BGB für den Hersteller aus Verstößen gegen die Pflicht zu ordnungsgemäßer Auswahl, Anleitung und Überwachung der Mitarbeiter ergeben. Allerdings greift die Verschuldenshaftung nicht bei immer wieder vorkommenden, letztlich aber unvermeidbaren Produktionsfehlern („Montagsproduktion“). Demgegenüber kann sich der Vertreiber regelmäßig darauf berufen, dass er einem technisch kompetenten Zulieferer (ggf. auch im außereuropäischen Ausland) vertrauen könne, zumindest solange keine ernstlichen Probleme auftreten.
Für alle Haftungsvoraussetzungen trägt der Geschädigte die Beweislast; nur für die korrekte Auswahl, Anleitung und Überwachung des Personals sowie die für ordnungsgemäße Organisation seiner Betriebsabläufe ist der Hersteller beweispflichtig.

## Fälle aus der höchstrichterlichen Rechtsprechung
- Weiterfressender Mangel (Schwimmschalterfall)
- Milupa-Urteil
- Kupolofenfall